# Astragalus andersonii
Astragalus andersonii es una especie de planta herbácea perteneciente a la familia de las leguminosas. Es originaria de Norteamérica.

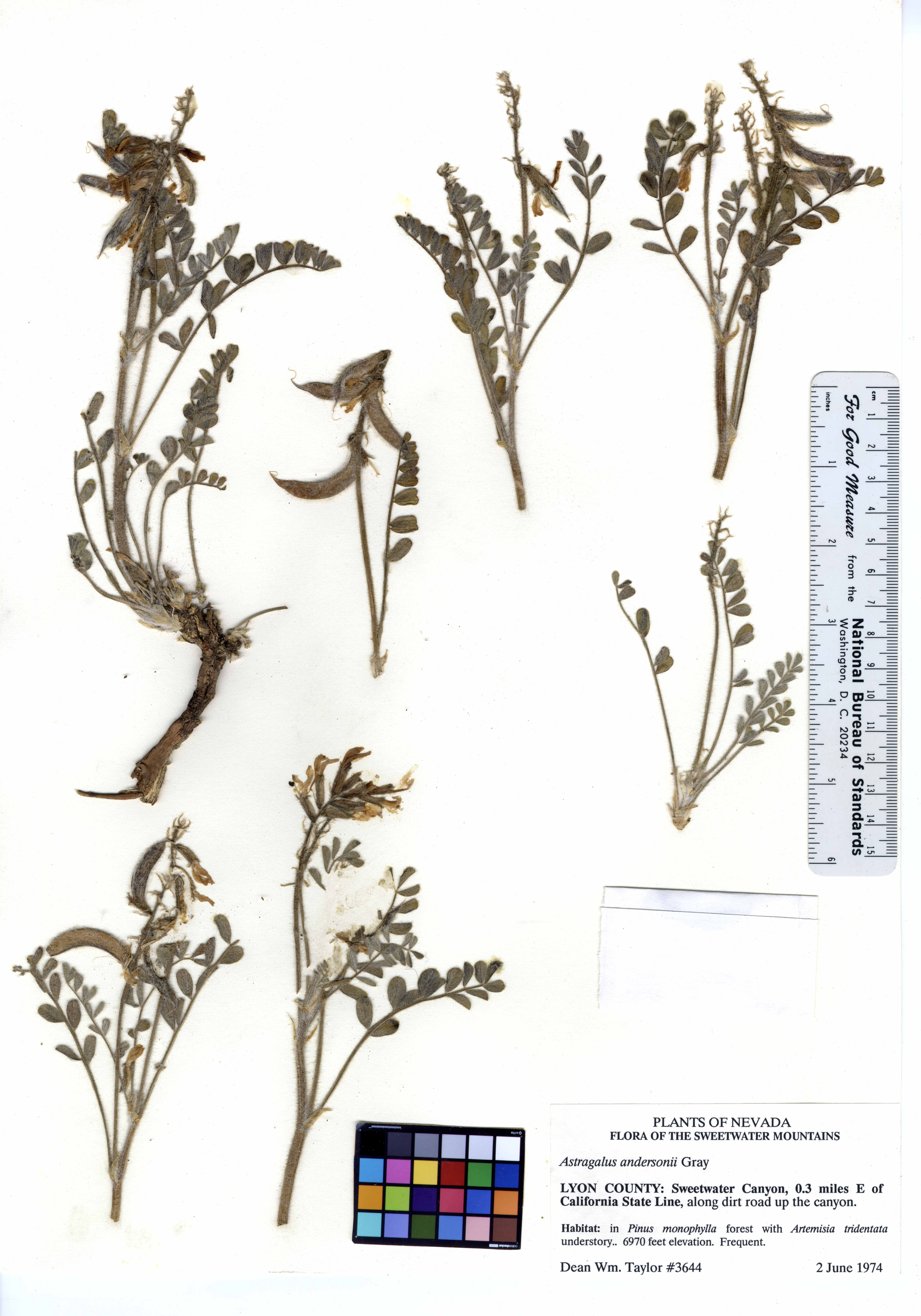
Detalle de la planta

## Distribución
Es nativa del este de California y el oeste de Nevada, donde se encuentra en las mesetas, a los pies de Sierra Nevada, incluida la meseta de Modoc.

## Descripción
Es una pequeña hierba perennifolia que forma una alfombra de grosor en el suelo, los tallos alcanzan unos 20 centímetros de longitud máxima. La planta está densamente cubierta de pelos grises. Las hojas miden hasta 10 centímetros de largo y consta de varios foliolos con forma ovalada. La inflorescencia de proyección vertical tiene de 12 a 26 flores. Cada flor es de color blanco, a menudo teñido de violeta o púrpura, tienen entre  1 y 2 centímetros de largo. El fruto es una leguminosa curva con forma de vaina de 1 a 2 centímetros de largo.
Está cubierta de pelos blancos muy largos y seca tiene una textura parecida al papel grueso.

## Taxonomía
Astragalus andersonii fue descrita por Asa Gray y publicado en Proceedings of the American Academy of Arts and Sciences 6: 524. 1865.
Etimología
Astragalus: nombre genérico derivado del griego clásico άστράγαλος y luego del Latín astrăgălus aplicado ya en la antigüedad, entre otras cosas, a algunas plantas de la familia Fabaceae, debido a la forma cúbica de sus semillas parecidas a un hueso del pie.
andersonii: epíteto otorgado en honor de Charles Lewis Anderson (1827-1910), médico y naturalista del oeste de Nevada y California.
Sinonimia
- Hamosa andersonii (A.Gray) Rydb.
- Tragacantha andersonii (A. Gray) Kuntze[4]